# Charlie Plummer
Charlie Plummer (Poughkeepsie, 24 maggio 1999) è un attore statunitense.

## Biografia
Plummer è nato a Poughkeepsie, figlio dell'attrice Maia Guest e del produttore cinematografico John Christian Plummer. La sua carriera ha inizio nel 2011, anno in cui ha recitato piccoli ruoli in alcune serie televisive di successo. Dallo stesso anno ha interpretato il personaggio di Michael Thompson in otto episodi della serie televisiva Boardwalk Empire - L'impero del crimine. Nell'anno seguente ha preso parte al film drammatico Not Fade Away di David Chase. Successivamente, dopo aver interpretato uno dei personaggi principali nella serie Granite Flats dal 2013 al 2015, ha vestito i panni del protagonista Jack nel dramma del 2015 King Jack. Nello stesso anno è stato uno degli attori presi in considerazione per il ruolo di Peter Parker nel reboot Spider-Man: Homecoming, parte poi successivamente assegnata a Tom Holland.
Nel 2017 recita nel film thriller The Dinner, al fianco di Richard Gere, Steve Coogan e Laura Linney. Il 9 settembre dello stesso anno, alla 74ª Mostra internazionale d'arte cinematografica di Venezia, vince il Premio Marcello Mastroianni come attore emergente per l'interpretazione in Charley Thompson. Nello stesso anno prende parte anche al film Tutti i soldi del mondo, dove interpreta il giovane imprenditore John Paul Getty III, recitando al fianco di attori del calibro di Michelle Williams, Christopher Plummer e Mark Wahlberg.

## Filmografia

### Cinema
- Frank, regia di Gian Franco Morini e Filippo M. Prandi - cortometraggio (2010)
- We Are the Hartmans, regia di Laura Newman (2011)
- Three Things, regia di Matthew Amenta - cortometraggio (2011)
- Not Fade Away, regia di David Chase (2012)
- Alan Smithee, regia di Crobin - cortometraggio (2011)
- King Jack, regia di Felix Thompson (2015)
- The Dinner, regia di Oren Moverman (2017)
- Charley Thompson (Lean on Pete), regia di Andrew Haigh (2017)
- Tutti i soldi del mondo (All the Money in the World), regia di Ridley Scott (2017)
- Behold My Heart, regia di Joshua Leonard (2018)
- The Clovehitch Killer, regia di Duncan Skiles (2018)
- Share, regia di Pippa Bianco (2019)
- Gully, regia di Nabil Elderkin (2019)
- My Mother is a Fish, regia di Jeff Rutherford - cortometraggio (2019)
- Quello che tu non vedi (Words on Bathroom Walls), regia di Thor Freudenthal (2020)
- Spontaneous, regia di Brian Duffield (2020)
- Moonfall, regia di Roland Emmerich (2022)
- Wildflower, regia di Matt Smukler (2022)
- Itaca - Il ritorno (The Return), regia di Uberto Pasolini (2024)

### Televisione
- Onion SportsDome – serie TV, episodio 1x08 (2011)
- Person of Interest – serie TV, episodio 1x21 (2011)
- Wendell & Vinnie – serie TV, episodio 1x11 (2013)
- Boardwalk Empire - L'impero del crimine (Boardwalk Empire) – serie TV, 8 episodi (2011-2013)
- Granite Flats – serie TV, 24 episodi (2013-2015)
- Cercando Alaska (Looking for Alaska) – miniserie TV, 8 puntate (2019)
- The First Lady – serie TV, episodi 1x03-1x04 (2022)

## Riconoscimenti
- 2017 – Festival di Venezia
  - Premio Marcello Mastroianni per Charley Thompson
- 2017 – Les Arcs European Film Festival
  - Best Actor Prize per Charley Thompson
- 2018 – San Diego Film Critics Society Awards
  - Nomination Miglior artista emergente per Charley Thompson
- 2018 – International Online Cinema Awards
  - Nomination Miglior attore per Charley Thompson
- 2018 – Indiana Film Journalists Association
  - Nomination Miglior attore per Charley Thompson
- 2018 – Greater Western New York Film Critics Association Awards
  - Nomination Miglior attore per Charley Thompson
- 2018 – Dublin International Film Festival
  - Miglior attore per Charley Thompson
- 2018 – British Independent Film Awards
  - Nomination Miglior attore per Charley Thompson
- 2019 – Premio Chlotrudis
  - Nomination Miglior attore per Charley Thompson

## Doppiatori italiani
Nelle versioni in italiano delle opere in cui ha recitato, Charlie Plummer è stato doppiato da:
- Manuel Meli in The Dinner, Charley Thompson, Tutti i soldi del mondo, Cercando Alaska, Moonfall
- Federico Campaiola Quello che tu non vedi, Spontaneous - Una storia d'amore esplosiva, Gully
- Francesco Ferri in Share
- Stefano Dori in Itaca - Il ritorno